# Пьезокерамика
Пьезокера́мика (англ. ferroelectric ceramic) — искусственный материал, обладающий пьезоэлектрическими и сегнетоэлектрическими свойствами, имеющий поликристаллическую структуру.
Пьезокерамика не принадлежит к классическим видам керамики, поскольку в её состав не входит глинистое вещество. Пьезокерамические материалы синтезируются из окислов металлов. Однако применение характерного для керамической технологии приёма — обжига при высокой температуре — оправдывает отнесение пьезокерамических материалов к семейству керамики. «Пьезо» (от греческого «пиезо» — давить) указывает на то, что этому виду керамики присуще особое свойство — пьезоэлектрический эффект.
По сравнению с монокристаллическими пьезоэлектриками, пьезокерамики отличаются технологичностью, дешевизной и выраженностью пьезоэлектрических и диэлектрических свойств. Из пьезокерамики можно изготавливать изделия любой формы — пластины, диски, цилиндры, трубки, сферы и т. п., которые чрезвычайно сложно или невозможно изготавливать из монокристаллов. Пьезокерамика широко используется для создания датчиков ускорений, давлений, пьезоотметчиков ударных волн, мощных излучателей ультразвука и ударных волн, пьезотрансформаторов, пьезорезонансных фильтров, линий задержки. Пьезокерамики стойки к действию влаги, к механическим нагрузкам и атмосферным воздействиям.
По физическим свойствам пьезокерамика — это поликристаллический сегнетоэлектрик, представляющий собой химическое соединение или твёрдый раствор (порошок) зёрен (кристаллитов). Размеры кристаллитов обычно от 2 до 100 мкм. Каждый кристаллит представляет собой сегнетоэлектрический кристалл. Пьезокерамики обладают всеми свойствами, присущими кристаллическим сегнетоэлектрикам. По химическому составу пьезокерамика — сложный оксид, обычно включающий ионы двухвалентного свинца или бария, а также ионы четырёхвалентного титана или циркония. Изменяя соотношения исходных материалов и вводя различные добавки, синтезируют составы пьезокерамики, обладающие определёнными электрофизическими и пьезоэлектрическими характеристиками. Большинство составов пьезокерамики основано на химических соединениях с кристаллической структурой типа перовскита с формулой АВО3 (например, ВаТiO3, РbTiO3, LiNbO3) и различных твёрдых растворов на их основе (например, системы ВаТiO3 — СаТiO3; ВаТiO3 — СаТiO3 — СоСO3; NaNbO3 — KNbO3). Особенно широко используются в качестве пьезоэлектриков составы системы цирконата-титаната свинца (ЦТС или PZT) PbTiO3 — PbZrO3 («Пьезокерамика» в универсальной энциклопедии Кирилла и Мефодия).
Основу большинства современных пьезокерамических материалов составляют твёрдые растворы титаната — цирконата свинца (ЦТС, PZT), модифицированные различными компонентами и добавками. Выпускаются также пьезокерамические материалы и на основе титаната бария (ТБ), титаната свинца (ТС), метаниобата свинца (МНС), титаната висмута (ТВ) и др.
Впервые пьезокерамический материал был синтезирован в 1944 г. советским учёным Б. М. Вулом, обнаружившим сегнетоэлектрические свойства титаната бария ВаТiO3. Практически одновременно эти свойства титаната бария были обнаружены американскими и японскими исследователями.
В России разработаны и производятся следующие марки пьезокерамик:
- ЦТС-19;
- ЦТС-36 (ПКР-1);
- ЦТС-21;
- ПКР-61.

В исходном состоянии поляризация пьезокерамических элементов равна нулю, поскольку каждый кристаллит разбит на домены и имеет случайное направление кристаллографической оси. При приложении внешнего электрического поля, превышающего определённую величину, называемую коэрцитивным полем, направления поляризации кристаллитов выстраиваются в направлении максимально близком к направлению поляризующего поля. Поляризованная пьезокерамика обладает ярко выраженными пьезоэлектрическими свойствами.
Зарубежные производители в зависимости от пьезоэлектрических свойств делят её на сегнетожёсткую и сегнетомягкую. В отечественной практике существует дополнительное деление — керамика средней сегнетожёсткости. Также выделяют высокостабильные, высокотемпературные и т. п. материалы.
Величина пьезомодуля d33 достигает нескольких сотен пКл/Н. Пьезокерамика характеризуется высокими значениями относительной диэлектрической проницаемости.
Качество пьезокерамики характеризуют следующими, принятыми за рубежом, основными параметрами:
KT33 (eT33/e0) — относительная диэлектрическая проницаемость;
tg d — тангенс угла диэлектрических потерь при частоте 1 кГц в слабых полях;
Tc (Tk) — температура точки Кюри;
Kp K33 K31 K15 — коэффициенты электромеханической связи;
d33 -d31 d15 — пьезоэлектрические модули;
g33 g31 g15 — электрические коэффициенты по напряжению;
YE11 YE33 — модули Юнга;
NL NT NR — частотные постоянные;
SE11 SE33 — параметр эластичности;
r — плотность;
Qm — механическая добротность.